# Lenny Castro
Pour les articles homonymes, voir Lenny.
Lenny Castro, né le 12 janvier 1950 à Johannesbourg (Afrique du Sud), est un percussionniste américain.

## Biographie
Né en Afrique du Sud mais d'origine portoricaine, Lenny Castro grandit et fait ses études à New York. Son père, Hector Castro, est claviériste de style latin, et lui offre sa première paire de congas à l'âge de cinq ans. C'est donc très tôt qu'il débute la musique ; et sait qu'il en fera son métier. Musicien polyvalent, Castro joue sur plusieurs genres musicaux à l'inverse de son père, jazz, rock, classique.
En 1974, il quitte le lycée pour le Mannes Colle, où un de ses professeurs va l'aider à évoluer dans le domaine de la musique. Cependant, il quitte l'université et est contraint de travailler. C'est dans un magasin de percussions de New York que Lenny Castro va travailler durant quelques mois.
C'est cependant dès l'âge de dix-neuf ans que Lenny Castro va se faire remarquer. En effet, en tournée avec la chanteuse américaine Melissa Manchester, il quitte New York pour Los Angeles. Le producteur de la jeune américaine, Richard Perry ainsi que le batteur Jeff Porcaro et Boz Scaggs rencontrent alors le percussionniste. Castro partira alors en tournée avec ce dernier et fera connaissance avec les membres du groupe de rock Toto.
Le musicien fera quelques prestations avec le groupe et se fera ainsi remarquer. Il deviendra alors un des percussionnistes les plus demandés par les grands groupes pour les enregistrements des disques.
En 2012, il accompagne le guitariste Joe Bonamassa dans sa première tournée acoustique de sept dates en Europe.
Parmi les grands groupes ou chanteurs solos qui ont joué avec Lenny Castro (liste non exhaustive) :
- Dido • Toto • Diana Ross • Stevie Wonder • Little Feat • Peter White • Joe Sample • Red Hot Chili Peppers • Al Jarreau • Barbra Streisand • Quincy Jones • The Crusaders • Dolly Parton • David Sanborn • Kenny Loggins • Rickie Lee Jones • Pat Benatar • Olivia Newton-John • Wayne Shorter • Mars Volta • France Gall • Randy Crawford • Yellowjackets • Dave Koz • Oasis • Maroon 5 • Simply Red • Dan Fogelberg • Dwight Yoakam • Boney James • Dianne Reeves • Slash • The All-American Rejects • Brian Culbertson • Fleetwood Mac